# Кубок України з гандболу серед чоловіків 2022—2023
Кубок України з гандболу 2022-2023 — гандбольний турнір за Кубок України серед українських чоловічих команд. Проводитиметься втринадцяте після відновлення у 2010 році.. Турнір складався з двох раундів та фіналу чотирьох. У ньому взяло участь 13 команд.
Жеребкування пар-учасників 1/8 фіналу відбулось 11 січня 2023 року. Команди були розділені у 2 „кошики“. До першого потрапили 5 команд, які в цьому сезоні виступають у Суперлізі: «Донбас» (Донеччина), «Карпати-ШВСМ» (м. Ужгород), «Одеса» (м. Одеса), «СКА-Львів» (м. Львів), «ЦСКА-ШВСМ» (м. Київ) та вищолігова команда «ХАІ-ФГХО» (м. Харків). До другого потрапили 6 команд Вищої ліги: «RGM GROUP-СумДУ» (м. Суми), «БСФК» (м. Бровари),  «Вінниця ВДПУ-МДЮСШ 3» (м. Вінниця), «Динамо-Академія» (м. Полтава), «Ізмаїл» (м. Ізмаїл), «ХНУ-ДЮСШ №1» (м. Хмельницький). Запорізький «Мотор», як чинний володар Кубка України приєднався до боротьби у «фіналі чотирьох».
У зв’язку з введенням на всій території Україні воєнного стану обидва матчі 1/8 фіналу було зіграно у форматі з'їзного туру 25 та 26 лютого 2023 р. у Одесі та Ужгороді. Матчі 1/4 пройшли 22 та 23 квітня 2023 р. у Одесі. Учасниками «фіналу чотирьох» стануть переможці у парах чвертьфіналістів. Перед кожним з етапів проводитиметься жеребкування.  «Фінал чотирьох» проходив 14 та 15 травня 2023 р. в Ужгороді. У перший день відбулись півфінальні матчі. Переможці в своїх парах у другий день змагань провели матч за Кубок України, а команди, що зазнали поразки — матч за третє місце. Володар Кубку України — запорізький «Мотор» отримав право на участь в розіграші Європейського Кубка.

## 1/8 фіналу
25, 26 лютого 2023 р., м. Одеса  
«БСФК» — «Одеса» -:+ 
«Динамо-Академія» — «Донбас» -:+ 
«СКА-Львів» — «Ізмаїл» -:+ 
 25, 26 лютого 2023 р., м. Ужгород  
«ХНУ-ДЮСШ №1» — «Карпати» 38:35; 31:34.
«RGM GROUP-СумДУ» — «ХАІ-ФГХО» 32:36; 25:34.
«Вінниця ВДПУ-МДЮСШ 3» — «ЦСКА-ШВСМ» -:+ 

## 1/4 фіналу
22, 23 квітня 2023 р., м. Одеса  
«Ізмаїл» — «ЦСКА-ШВСМ» 34:26 37:30
«Карпати» — «Одеса» 28:33, 26:37 
«Донбас» — «ХАІ-ФГХО» +:- 

## Фінал чотирьох
14, 15 травня 2023 р., м. Ужгород  

#### Турнірна таблиця
|  | Півфінал |          |          |  |  |                   |                   |                   |
|  |          | «Ізмаїл» | 19       |  |  |                   |                   |                   |
|  |          | «Мотор»  | 44       |  |  | Фінал             | Фінал             | Фінал             |
|  |          |          |          |  |  |                   | «Мотор»           | 40                |
|  | Півфінал | Півфінал | Півфінал |  |  | «Одеса»           | 27                |                   |
|  |          | «Донбас» | 22       |  |  |                   |                   |                   |
|  |          | «Одеса»  | 27       |  |  | Матч за 3-є місце | Матч за 3-є місце | Матч за 3-є місце |
|  |          |          |          |  |  |                   | «Ізмаїл»          | 23                |
|  |          |          |          |  |  |                   | «Донбас»          | 28                |